# فاغرة أمريكية

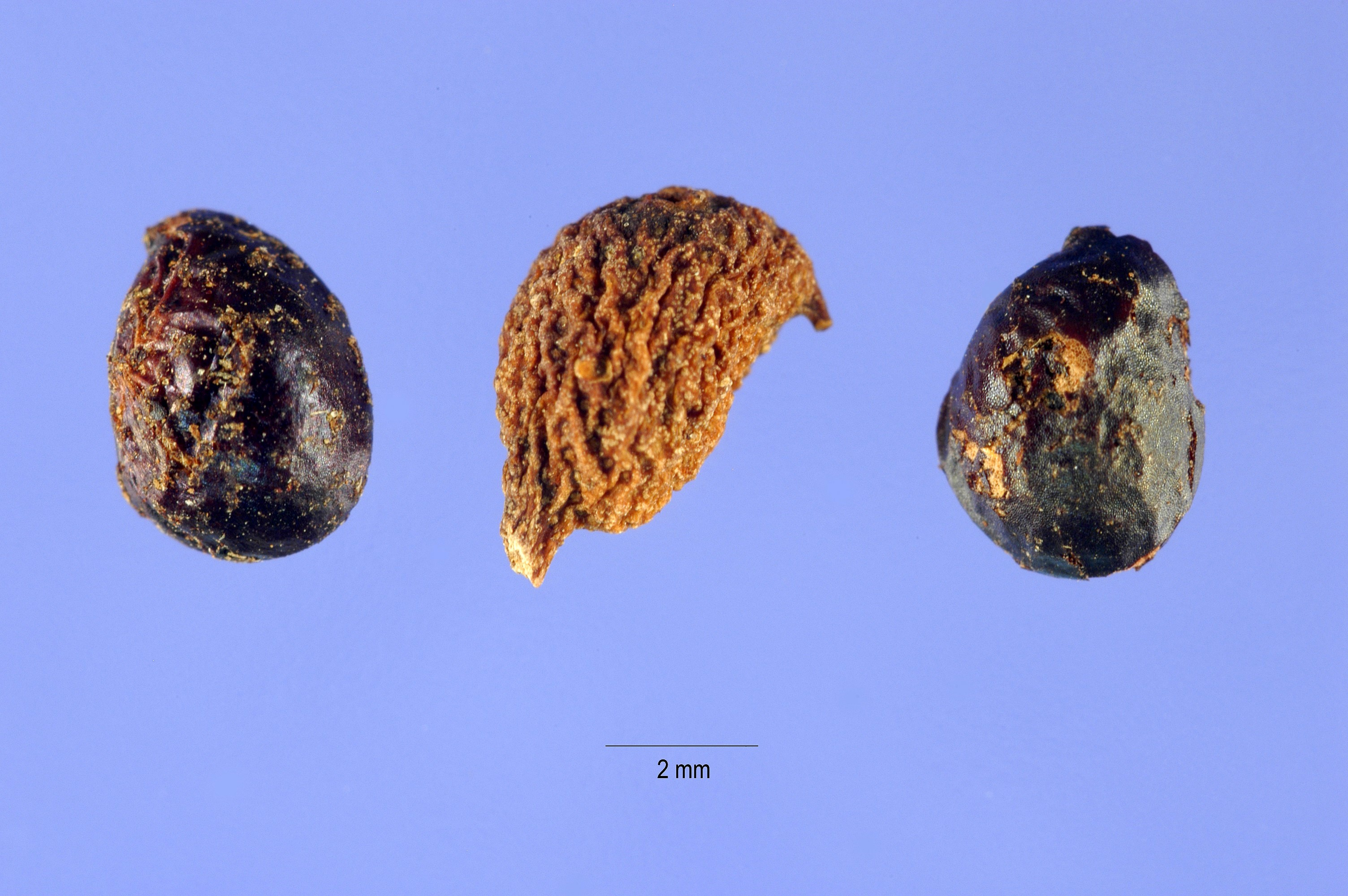

الفاغرة الأمريكية   (الاسم العلمي: Zanthoxylum americanum) هي نوع من النباتات يتبع جنس الفاغرة من الفصيلة السذابية.